# Río Bureo
Río Bureo är ett vattendrag i Chile.   Det ligger i regionen Región del Biobío, i den södra delen av landet, 500 km söder om huvudstaden Santiago de Chile.
I omgivningarna runt Río Bureo växer i huvudsak städsegrön lövskog. Runt Río Bureo är det glesbefolkat, med 15 invånare per kvadratkilometer.